# Atypus lannaianus
Espèce
Atypus lannaianus est une espèce d'araignées mygalomorphes de la famille des Atypidae.

## Distribution
Cette espèce est endémique de Thaïlande.

## Publication originale
- Schwendinger, 1989 : On the genus Atypus (Araneae: Atypidae) in northern Thailand. Bulletin of the British Arachnological Society, vol. 8, no 3, p. 89-96.